# Carlos Chinin
Carlos Eduardo Bezerra Chinin (São Paulo, 3 de maio de 1985) é um atleta brasileiro do decatlo e do heptatlo.
Nos Jogos Pan-Americanos de 2007, no Rio de Janeiro, o primeiro Pan que disputou, Chinin obteve a medalha de bronze no decatlo. Ele terminou o primeiro dia de provas em segundo lugar, caiu para quarto depois de nove provas, mas fez uma surpreendente ascensão na última prova, a corrida de 1500 m, terminando com 7977 pontos e a medalha.
No Universíada de 2007, em Bangkok, Chinin obteve uma medalha de bronze, fazendo 7920 pontos.
Nas Olimpíadas de Pequim 2008, na China, Chinin sofreu uma contratura no glúteo durante a segunda prova do decatlo, a do salto em distância, e ficou em dificuldades nas demais competições. Teve desempenhos ruins nas provas de arremesso de peso, salto em altura e 400 metros rasos. Então, no segundo dia de provas, não disputou os 110 metros com barreiras, e foi eliminado da prova.
Em junho de 2013, bateu o recorde sul-americano no decatlo, com a marca de 8393 pontos. Com isso, se classificou para o Mundial de Moscou 2013, obtendo a terceira melhor marca do ranking Mundial deste ano. O recorde sul-americano anterior pertencia a Luiz Alberto de Araújo, que tinha atingido 8.276 pontos em 2012.
No Mundial de Moscou 2013, Chinin terminou na sexta colocação, com 8388 pontos, a 5 do seu recorde sul-americano. Bateu 4 recordes pessoais (10s78 nos 100m, 14s05 nos 110m com barreiras, 5,10m no salto com vara e 59,98m no Lançamento de Dardo) e fez a melhor campanha de um brasileiro em Mundiais nesta prova.
Em sua primeira tentativa oficial numa temporada indoor 2014, Chinin participa do famoso meeting Internacional de provas Combinadas Indoor de Tallinn na Estônia. O qual sempre fora organizado por Erki Nool. 
E no Heptatlo consegue além de vencer a competição, estabelece recorde sulamericano e quebra também o recorde brasileiro da categoria e modalidade do Heptatlo, com 5951 pontos.
Em Outubro de 2014, ingressa ao Exercito Brasileiro, recebendo a honraria como Sargento Destaque do Grupamento em formatura do 6o Edital de 2014.

## Títulos
- 2002: Campeão Brasileiro Menor (octatlo)
- 2004: Campeão Brasileiro Juvenil
- 2005: Campeão Brasileiro Sub 23 e Vice Adulto
- 2006: Campeão Sul-americano Sub 23 e Campeão Sul-americano Adulto e Vice Brasileiro Adulto
- 2007: Campeão Brasileiro Adulto
- 2008: Campeão Brasileiro Adulto
- 2009: Vice-Campeão Brasileiro Adulto e Campeão Sul-Americano Adulto
- 2010: Vice-Campeão Brasileiro Adulto
- 2011: 5º colocado Em Kladno e 5º em Ratingen
- 2012: (acidente)
- 2013: Campeão adulto, recordista sulamericano adulto
- 2014: Campeão Europeu Meeting Estonia - Erki Nool International Meeting Heptatlo Indoor
- 2014: Recorde Sulamericano Adulto Heptatlo Indoor